# 王官集镇
王官集镇，是中华人民共和国江苏省宿迁市宿城区下辖的一个乡镇级行政单位。

## 行政区划
王官集镇下辖以下地区：
王集社区、牛刘圩村、九城村、王林村、仝李村、唐圩村、花园村、苗圩村、万林村、欧庙村、尹黄村、朱海村和程庄村。